# White Plains (Georgia)
White Plains è una città degli Stati Uniti d'America, situata in Georgia, nella Contea di Greene.